# Crêpe Suzette
.

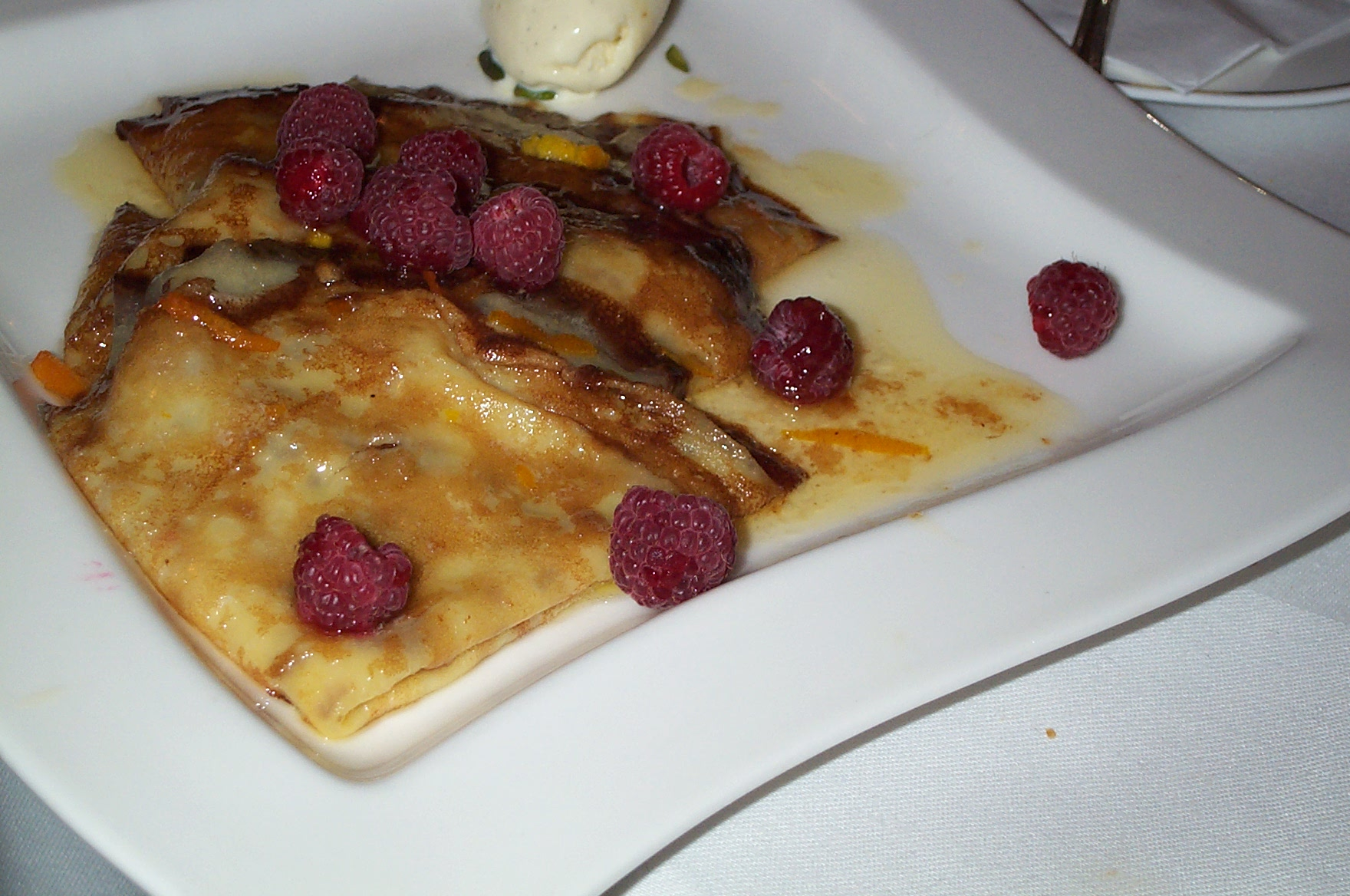
Crêpe Suzette com framboesas

O crêpe Suzette é uma sobremesa da cozinha tradicional francesa.
O crêpe Suzette é uma maneira de cozinhar os crêpes que consiste em barrá-los com uma manteiga perfumada com sumo e raspa de tangerina e um licor de laranja amarga, dobrá-los em quatro, regá-los depois com uma mistura de licores e servi-los em chama.
Diz-se que os crêpes suzette foram pela primeira confeccionados por Auguste Escoffier, em honra ao rei Eduardo VII da Inglaterra o qual teriá batizado tal iguaria com o nome de uma jovem vendedora de violetas que dele se aproximou.